# Соколова, Мария Николаевна
Мона́хиня Иулиа́ния (в миру Мари́я Никола́евна Соколо́ва; (8 ноября 1899, Москва — 16 февраля 1981) — русский иконописец и реставратор XX века, тайная монахиня Русской православной церкви.

## Биография
Родилась 8 ноября 1899 года (21 ноября по новому стилю) в семье священника, художника-любителя. Духовная дочь святого праведного Алексея Мечёва.
После окончания в 1917 году гимназии поступила в частную художественную студию, преподавала рисование в советской школе, работала художницей-графиком в различных издательствах.
В 1920-х годах изучала иконопись у художника-реставратора Василия Кирикова, писала копии древних икон и фресок, постигала технику иконописи и секреты композиции.
В 1946 году вновь открылась Троице-Сергиева лавра, и Мария Соколова посвятила себя иконописи, реставрации и обучению молодёжи. Ею расписана Серапионова палата, написаны иконы для иконостаса Никоновского придела Троицкого собора и образ преподобного Сергия, помещённый у гробницы с его мощами, созданы иконы «Явление Пресвятой Богородицы преподобному Сергию», «Собор Русских святых», «Собор святых града Владимира», «Собор Ярославских святых», «Собор святых первосвятителей всея России», «Собор святителей, в земле Российской просиявших» и многие другие. В 1952—1954 годах создала трёхъярусный иконостас для Свято-Сергиевского храма в Фергане — копию иконостаса Троицкого собора Троице-Сергиевой лавры.
С 1957 года на протяжении 23 лет Мария Николаевна руководила созданным ею иконописным кружком при Московской духовной академии, а с 1976 года — реставрационно-иконописной мастерской.
За десять лет до кончины приняла тайный постриг с именем мученицы Иулиании.
Скончалась 16 февраля 1981 года. Погребена на кладбище посёлка Семхоз близ Троице-Сергиевой лавры.

## Награды
- Орден святого князя Владимира III степени (1970)
- Орденом святого князя Владимира II степени (1975)
- Орден преподобного Сергия Радонежского (1980).